# Promotivne tehnike
Iznad linije (Above the line - ATL) i Ispod linije (Below the line - BTL) predstavljaju dva tipa tehnika promocije. ATL tehnike su usmjerene na masovni auditorijum, dok su BTL tehnike više usmjerene na pojedinca. ATL tehnike mogu da razviju brend preduzeća, a BTL tehnike su usmjerene na kreiranje prodaje. Rezultati preduzetih aktivnosti kod ATL tehnika su teško mjerljivi, dok su kod BTL tehnika lako mjerljivi i pružaju preduzeću jasan uvid u stopu povrata na investicije.
Promotivne aktivnosti koje koriste masovne medije, kao što su TV, radio i novine, predstavljaju promociju iznad linije. Promocije ispod linije se odnose na aktivnosti van masovnih medija i imaju rastući značaj u komunikacionom miksu brojnih kompanija, ne samo kod potrošnih, već i kod industrijskih proizvoda.
Međutim, neki autori identifikuju i treću vrstu tehnika promocije - Kroz liniju (Through the line - TTL). Ona predstavlja promotivnu strategiju koja kombinuje obje prethodne tehnike - ispod linije i iznad linije.

## Linija razdvajanja
Postavlja se pitanje koja to linija razdvaja dvije glavne tehnike promocije. Kao što je već rečeno, ATL se odnosi na masovne medije. Međutim, slika medija se dramatično izmjenila, tako da autori mjenjaju definiciju masovnih medija.
Posmatrajući AIDA model, linija razdvajanja ove dvije tehnike se može povući između marketinških aktivnosti usmjerenih na kreiranje svijesti o proizvodu (Awareness or Attention focused marketing) i aktivnosti usmjerenih na zainteresovanost i želju za kupovinom proizvoda (Interest + Desire focused marketing). Brojnost auditorijuma se smanjuje u Interest + Desire fazi AIDA modela u odnosu na Awareness fazu, pa se linija razdvajanja može povući tačno ispod seta aktivnosti usmjerenih na kreiranje svijesti o proizvodu (Awareness faza).